# Нейтралино
Нейтрали́но — одна из гипотетических частиц, предсказываемых теориями, включающими суперсимметрию.
Так как суперпартнёры Z-бозона, фотона и бозона Хиггса (соответственно: зино, фотино и хиггсино — см. гейджино) имеют одинаковые квантовые числа, они смешиваются, образуя собственные состояния массового оператора, называемые нейтралино. Свойства нейтралино зависят от того, какая из составляющих (зино, фотино, хиггсино) доминирует.
Легчайшее нейтралино стабильно, если оно легче гравитино, а R-чётность сохраняется. Нейтралино участвует только в слабом и гравитационном взаимодействиях. Если нейтралино является стабильной или долгоживущей частицей, то при рождении в ускорительных экспериментах оно будет ускользать от детекторов частиц; однако большие потери энергии и импульса в событии такого рода могут служить экспериментальным проявлением рождения этой частицы. Стабильные реликтовые нейтралино могут быть обнаружены по рассеянию на ядрах в неускорительных экспериментах по поиску частиц тёмной материи.
Легчайшее нейтралино массой 30—5000 ГэВ является основным кандидатом в составляющие холодной тёмной материи из слабовзаимодействующих массивных частиц (вимпов).
Один из распадов второго по массе нейтралино на легчайшее вместе с лептоном и антилептоном: N͂0
2 → l+
 + l−
 + N͂0
1
Левоспиральные слептоны должны распадаться в основном на чарджино и нейтралино.